# 湖州子城
湖州子城为中国浙江省湖州市古內城，位於今吴兴区爱山街道愛山廣場附近，大致相当于今公园路（原子城巷）以南、府西街以北、爱山街以东、人民路以西的区域。

## 歷史
傳子城最早爲秦末項羽起兵伐秦前的屯兵之處，俗稱「項王城」，西漢初年烏程縣治北遷於此，三國孫吳孫皓始設吳興郡治，唐武德四年（621）李孝恭在外圍築羅城，子城遂成为历代湖州衙署所在。民國初其後半部分改建為公園。
子城城周1里367步，东西237步，南北136步，原设有东、中、西三门，中门上有谯楼，其上设有漏刻鼓钲，东西门亦各有城楼（后门与楼俱废），东门外原有城隍桥通向府城隍庙，子城外有城壕与霅溪相通，旧可通舟楫。对应的宋代罗城周24里，东西10里、南北14里，设有六门，其中清源、临湖两门为水门，其它四门则兼有水陆城门。

## 遗迹
子城遺址位於市中心愛山廣場步行街區東北部、人民路西側，爲東城牆及府东门遗址，2008年3月施工时发现。清理出的城墙遗存長80余米，寬約15米，存有晚唐、五代吳越國、北宋和南宋多個時期的牆體，总体格局保存完整，并包含甬道、城墙、城楼及附属建筑遗迹、排水沟等诸多古代城址元素，现采用就地覆盖的保护方式并开放展示。
其中，晚唐時期的城牆較窄，牆外包磚較薄，城牆的包磚及城牆根的散水遺跡保存較好；五代吳越國時期，牆體加寬，外壁包磚也增厚；南宋的城牆牆體保存較好，用磚厚重，城牆內側排水溝附屬建築遺跡清晰可見。